# Herbert-Ernst Vahl
Herbert-Ernst Vahl (* 9. Oktober 1896 in Posen; † 22. Juli 1944 in Larissa bei Thessaloníki) war ein deutscher Offizier, SS-Brigadeführer und Generalmajor der Waffen-SS.

## Leben
Vahl trat zu Beginn des Ersten Weltkriegs als Freiwilliger in das Grenadier-Regiment „König Wilhelm I.“ (2. Westpreußisches) Nr. 7 ein, wurde während des Krieges zum Offizier befördert und außerdem mit beiden Klassen des Eisernen Kreuzes ausgezeichnet. Nach dem Krieg wurde er in die Reichswehr übernommen und befehligte später die 14. Kompanie des 16. Reiter-Regiments, bis er eine Kradschützen-Kompanie übernahm.
Zu Beginn des Zweiten Weltkrieges befehligte er die Panzer-Abteilung 65 der 6. Panzer-Division der Wehrmacht und nahm mit ihr am Überfall auf Polen teil. Im Mai 1940 übernahm er die Panzer-Abteilung 101, die er bis Dezember 1941 befehligte und mit der er am Westfeldzug, dem Balkanfeldzug und dem Angriff auf die Sowjetunion teilnahm. Am 13. Dezember 1941 wurde Vahl zum Oberst befördert und übernahm das Kommando über das Panzerregiment 29 der 12. Panzer-Division. Zum 1. August 1942 trat er zur Waffen-SS über (SS-Nummer 430.349) und übernahm das Kommando des Panzerregiments der 2. SS-Panzer-Division „Das Reich“.
Als Divisionskommandeur Georg Keppler krankheitsbedingt ausfiel, übernahm Vahl das Kommando über die Division, bis er am 18. März 1943 in der Nähe von Belgorod verwundet wurde. Divisionskommandeur wurde dann kurzzeitig Kurt Brasack. Wieder genesen, wurde Vahl im Juli 1943 auf die Stelle des Inspekteurs der Panzer im SS-Führungshauptamt versetzt, die er bis zum 13. Juli 1944 innehatte. Anschließend wurde ihm das Kommando über die 4. SS-Polizei-Panzergrenadier-Division in Griechenland übertragen. Am 22. Juli kam er dort bei einem Autounfall ums Leben. Er wurde am 23. Juli 1944 auf dem Heldenfriedhof in Larissa beigesetzt und später umgebettet auf den Deutschen Soldatenfriedhof Dionyssos-Rapendoza.

## Auszeichnungen
- Eisernes Kreuz (1914) II. und I. Klasse[4]
- Verwundetenabzeichen (1918) in Schwarz[4]
- Spange zum Eisernen Kreuz II. und I. Klasse am 12. Oktober 1940 bzw. 13. Juli 1941
- Panzerkampfabzeichen am 21. Juli 1941
- Deutsches Kreuz in Gold am 17. November 1941[5]
- Ritterkreuz des Eisernen Kreuzes am 31. März 1943[5]

## Beförderungen
- 1. November 1936 Major
- keine Angaben Oberstleutnant
- 13. Dezember 1941 Oberst
- 1. August 1942 SS-Standartenführer
- 10. Februar 1943 SS-Oberführer
- 1. April 1943 SS-Brigadeführer und Generalmajor der Waffen-SS